# Christian Gernandt
Christian Emanuel Gernandt, född 28 april 1831 i Kalmar, död 2 juni 1906 i Stockholm, var en svensk boktryckare och bokförläggare, farbror till Jane Gernandt.
Gernandt köpte 1857 i Halmstad ett boktryckeri och anlade 1871 i Stockholm ett nytt tryckeri, Gernandts förlag. Från dessa tryckerier, först i Halmstad och därefter i Stockholm, utgav han 1864–82 den av honom redigerade illustrerade månadsskriften Svenska Familj-Journalen. Som ledande kraft och störste delägare i det bolag, vilket 1873 övertog affären, var Gernandt förlagsgivare till Nordisk familjebok (18 band, 1875–94). Det på grundvalen av Nordisk familjebok utarbetade Gernandts konversationslexikon (4 band, 1890–94) har sitt namn efter honom.
Gernandt utgav även andliga skrifter och språkstudier. Ett exempel är Der Gottesbegriff der alten Ægypter dargestellt in einem Studienentwurf über die Idee von dem göttlichen Schöpfer, dem Menschen und der Sprache mit einem Schlüssel bei Studien in dogmatischer Hierographie (1905). Gernandt lämnade den ekonomiska grundvalen till den 1889 uppsatta Stockholmstidningen. I början av 1893 sålde han denna till ett aktiebolag, och samma år drog han sig tillbaka även från sin övriga affärsverksamhet, i det att tryckeriet såldes till Iduns tryckeriaktiebolag och förlaget genom köp övergick till W. Landgren, som lämnade affären till C. & E. Gernandts förlagsaktiebolag (uppkallad efter de störste delägarna, Gernandts söner). Detta bolag utgav 2 band supplement till Nordisk familjebok (1895-99) och ett antal arbeten i modern skönlitteratur (företrädesvis Gustaf af Geijerstams romaner), men upphörde 1903.